# Андроник Палеолог Анђео
Андроник Анђел Комнин Дука Палеолог (Грчки: Ἀνδρόνικος Ἄγγελος Κομνηνός Δούκας Παλαιολόγος, ca. 1282–1328), био византијски аристократа и војсковођа. 
Рођен је 1282. године, био је син: Димитрија Дуке Комнина Кутрула, (сина епирског владара деспота Михаила II Комнина Дуке) и Ане Комнин Палеолог, кћерке византијског цара Михаила VIII Палеолога. До 1326. године, имао је дужност протовестијара и чин протосеваста. Године 1327–28, Андроник је био војни гувернер Велеграда (савременог Берата). Током византијског грађанског рата 1321–1328, он је у почетку стао на страну цара Андроника III Палеолога против његовог деде цара Андроника II Палеолога, али је потом променио страну. Као резултат тога, када јецар  Андроник III Палеолог збацио свог деду 1328. године, он је ухапсио његову породицу и конфисковао његову имовину и његова велика имања у Македонији. Андроник је тиме био приморан да пребегне у Србију, умирући у изгнанству у Прилепу 1328. године.
Био је ожењен неименованом ћерком извесног Кокала. Пар је имао најмање две ћерке, будућу деспину-супругу Епира Ану Палеолог и још једну, неименовану ћерку, која се удала за Јована Анђела.